# Gears of War (videohra)
Gears of War je střílečka z pohledu třetí osoby vydaná pro Xbox 360 a Microsoft Windows. Hru vyvinulo studio Epic Games a vydala společnost Microsoft Game Studios. V Americe vyšla 7. listopadu 2006 a v Evropě dne 17. listopadu 2006. Prodalo se ji přes šest milionů kopií. Hra využívá engine Unreal Engine 3 vytvořený Epic Games.
Díky komerčnímu úspěchu a pozitivnímu přijetí ze strany kritiků bylo 7. listopadu 2008 vydáno pokračování titulu, Gears of War 2. Oznámena byla též filmová adaptace, jež měla vyjít v roce 2010, od projektu však bylo upuštěno. Práva na zfilmování pak roku 2016 získala společnost Universal Pictures.

## Hratelnost
Gears of War je kombinací akčních her a survival hororů. Arzenál hrdinů je na futuristickou dobu zcela standardní, skládá se mimo jiné z brokovnice či granátometu.
Hra nabízí online herní režim na konzoli Xbox 360. Současně spolu může hrát až osm hráčů, čtyři v jednom týmu.

## Příběh a zasazení
Gears of War se odehrává na planetě Sera, ta je podobné Zemi. Po mnoho let byli zdejší obyvatelé v občanské válce, hlavním důvodem byl konflikt o suroviny. Díky objevu nového zdroje energie, látky známé jako imulze, bylo dosaženo příměří a válka skončila. Krátce nato se zpod povrchu planety vynořila stvoření zvaná Locust; tato událost dostala název Den exodu (E-Day). Locust zabili asi osmdesát procent obyvatel planety a zbývající lidé, kteří nechtěli dovolit svým nepřátelům ovládnout Seru, se rozhodli zničit města, která obsadili, pomocí satelitů. Lidé, jež přežili, se uchýlili do míst, kde byla půda příliš tvrdá na to, aby se jí Locust prokopali, a odtud pokračovali v boji proti Locustu.
Hra začíná čtrnáct let po Emergence Day. Hráč hraje za Marcuse Fenixe (John DiMaggio), zkušeného vojáka, jenž byl odsouzen k doživotnímu vězení kvůli dezerci. Jak se situace na frontě zhoršuje, jsou vrchní velitelé nuceni odsouzeného propustit a poslat do boje.

## Hudba
Oficiální soundtrack ke hře byl vydán 31. července 2007, hudbu složil Kevin Riepl.

## Ocenění
Na události Game Developers Conference získalo Gears of War cenu Game Developers Choice v kategoriích Nejlepší technologie, Nejlepší hra a Nejlepší vizuální umění.